# Corpo della Gendarmeria

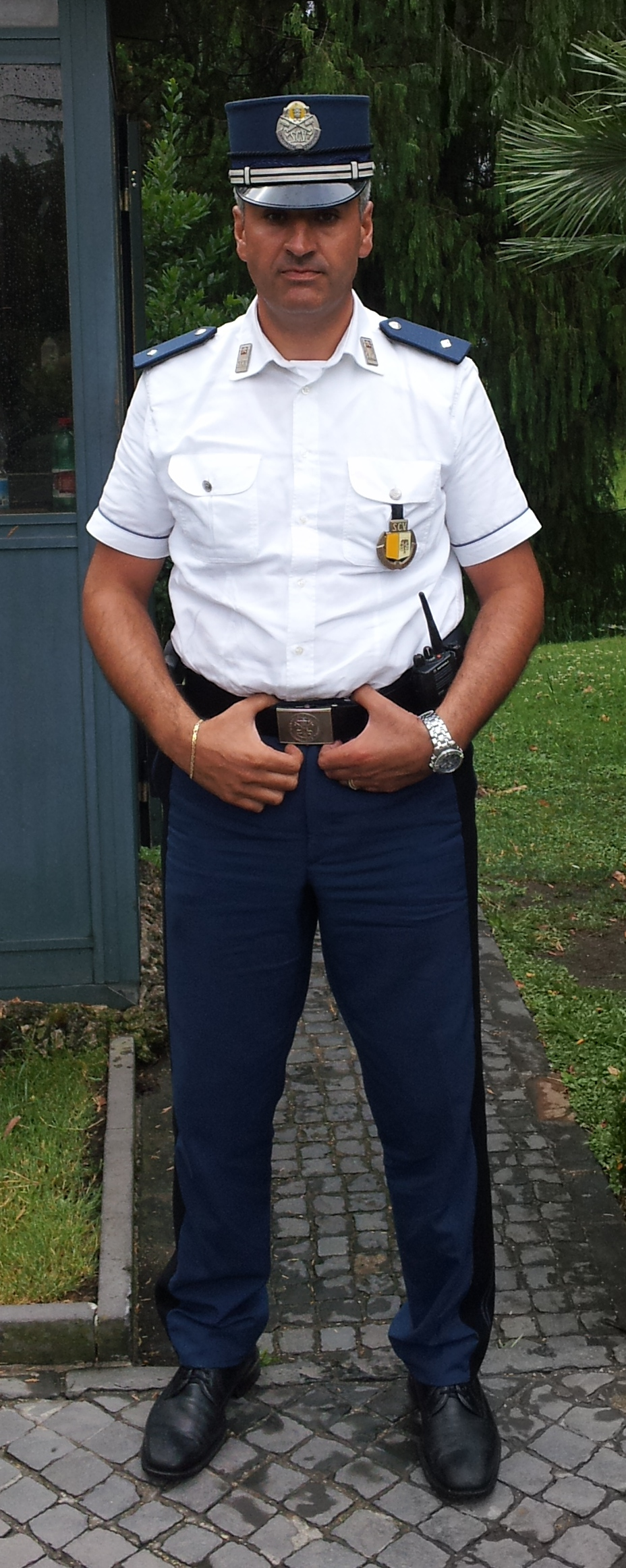
Četník ve vatikánských zahradách

Corpo della Gendarmeria dello Stato della Città del Vaticano (zkráceně Corpo della Gendarmeria) zastává ve Vatikánu funkci policie. Četníci zajišťují bezpečnost papeže, veřejný pořádek a dodržování zákonů, provádějí kriminální vyšetřování a také kontrolují dopravu. Patronem vatikánského četnictva je archanděl Michael, jehož svátek stejně jako svátek četnického sboru připadá na 29. září.
Kasárna vatikánských četníků se nachází v severovýchodní části Vatikánu, západně od kaple San Pellegrino.

## Historie
Sbor pod názvem Corpo dei Carabinieri Pontifici založil 14. června 1816 papež Pius VII. jako vojenskou jednotku, která se aktivně účastnila i bojů papežského státu s italským královstvím.
V roce 1849 papež Pius IX. po návratu z vyhnanství sbor reorganizoval a přejmenoval na Reggimento dei Veliti Pontifici. Ještě téhož roku se název změnil na Corpo della Gendarmeria Pontificia, když byla správa sboru svěřena kardinálu státnímu sekretáři.
Ani se zánikem papežského státu po dobytí Říma v roce 1870 nebyla jednotka zrušena a v podstatně redukovaném stavu zůstala zachována k zajištění bezpečnosti v papežské residenci. Po vzniku městského státu Vatikán v roce 1929 byl sbor opět posílen. 
V roce 1970 byla jednotka papežem Pavlem VI. rozpuštěna stejně jako ostatní vojenské složky státu (s výjimkou Švýcarské gardy) a pod názvem Ústřední bezpečnostní úřad (italsky Ufficio centrale di vigilanza) přesunuta z vojenské pod civilní správu. V roce 1977 byla dána sboru do užívání kaple San Pellegrino, kterou četníci užívají dosud (sdílejí ji spolu s vatikánskými hasiči). Roku 1991 došlo k přejmenování na Bezpečnostní sbor Vatikánského městského státu (italsky Corpo di Vigilanza dello Stato della Città del Vaticano). V roce 2002 začal sbor používat původní název Corpo della Gendarmeria dello Stato della Città del Vaticano, když bylo v rámci Guvernorátu státu Vatikán zřízeno Oddělení bezpečnosti a civilní ochrany, které převzalo správu vatikánských četníků (a spolu s nimi i hasičského sboru) od Oddělení technických služeb.

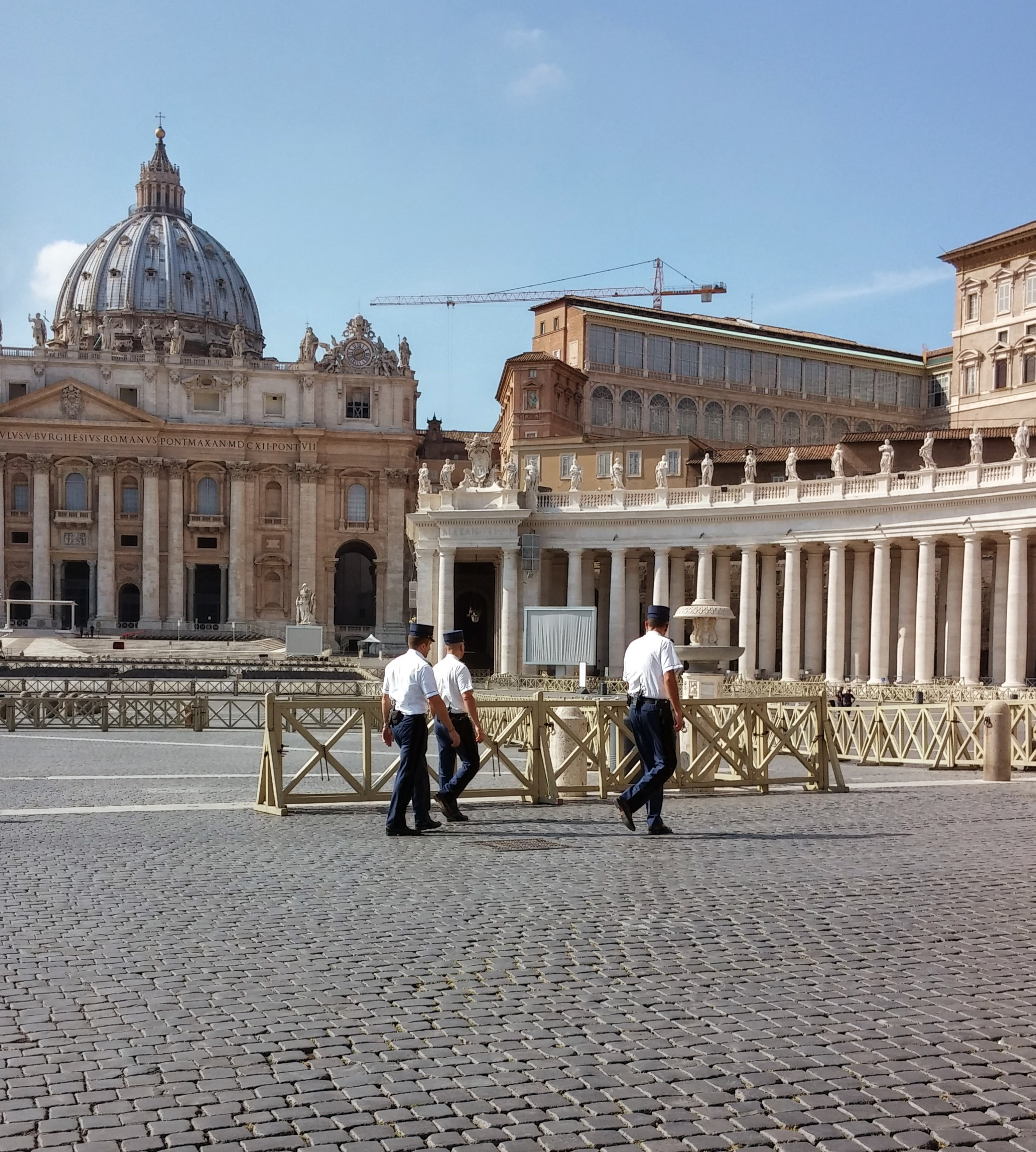
Četníci na svatopetrském náměstí

V roce 2016 vydal Filatelistický a numismatický úřad Vatikánského městského státu pamětní dvoueurovou minci k dvoustému výročí založení vatikánského četnického sboru (podle návrhu Daniely Longo).

## Činnost
Četnický sbor je zodpovědný za bezpečnost papeže i celého státu, a to v úzké spolupráci se Švýcarskou gardou. Zatímco Švýcarská garda dbá především na vlastní ochranu papeže, četníci zajišťují veřejný pořádek na audiencích, jednáních a ceremoniích. Dále dohlíží na vyšetřování trestných činů i na silniční dopravu ve Vatikánu a na extrateritoriálních územích.
Součástí sboru je od roku 2008 Národní ústřední úřad Interpolu pro Vatikán, jehož úkolem je shromažďovat a sdílet relevantní informace o zločinu a bezpečnosti s Interpolem.
Ve stejném roce byly vyděleny další dvě speciální jednotky:
- Skupina rychlého nasazení (italsky Gruppo Intervento Rapido; GIR)[6]
- Protisabotážní jednotka (italsky Unità Antisabotaggio)

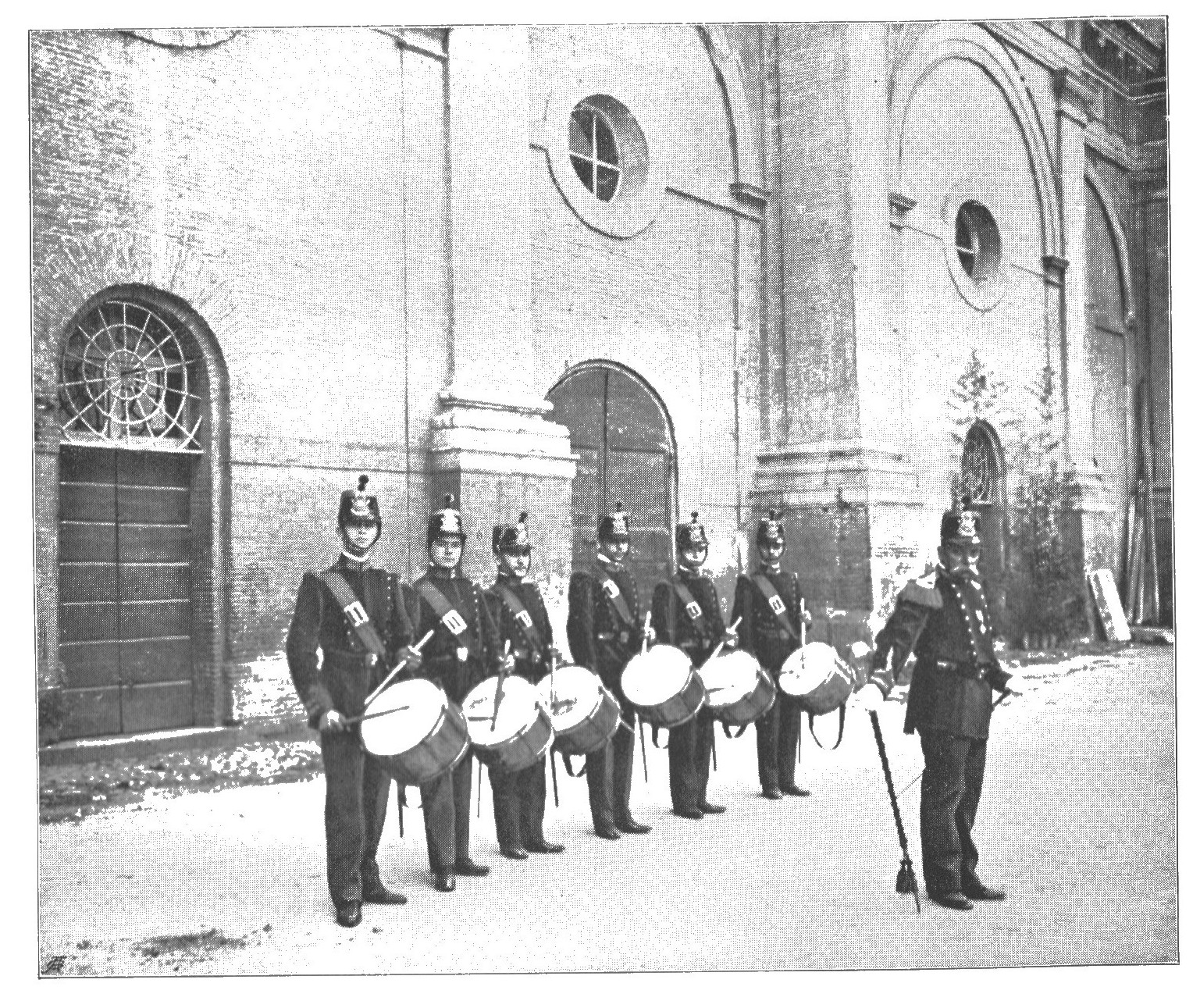
Četnická kapela z počátku 20. století

### Vztah s Itálií
Vzhledem k tomu, že Vatikánský městský stát je umístěn uprostřed italského území, musí docházet k úzké spolupráci vatikánských a italských četníků. Příkladem krizové spolupráce může být vyslání vatikánských četníků (a hasičů) na pomoc po zemětřesení ve střední Itálii v roce 2016. Podobně jsou na frekventovaném Svatopetrském náměstí na území Vatikánu často vidět italští Arma dei Carabinieri a Polizia di Stato.

### Kapela
V říjnu 2007 byla obnovena hudební kapela četnického sboru (italsky Banda musicale del Corpo della Gendarmeria), která navázala na původní kapelu papežského četnictva z roku 1851. Vystupuje nejen na slavnostních akcích četnictva, ale účastní se i nejrůznějších vystoupení ve Vatikánu i mimo něj. Kapelu tvoří asi 100 hudebníků a dobrovolníků z různých italských vojenských kapel, jako je Italian Army Music Band a Italian Carabinieri Band. V roce 2012 vydala vlastní album. Ke zkouškám obvykle využívá aulu Pavla VI.

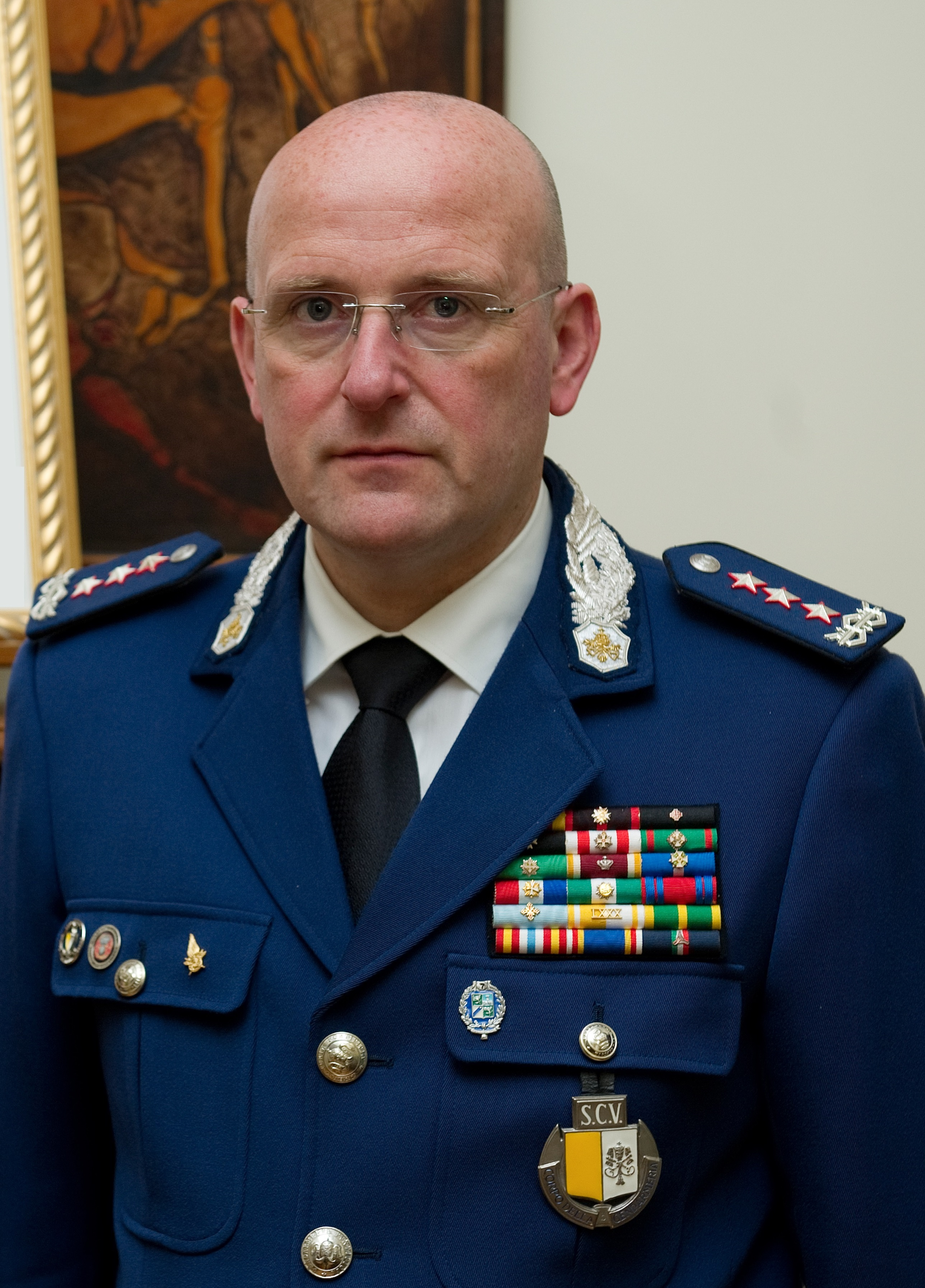
Domenico Giani

## Personální obsazení
Sbor má dle údajů z roku 2005 celkem 130 členů. Rekrutují se ze svobodných mužů ve věku 21 – 25 let, kteří jsou praktikujícími katolíky a absolvují nejméně dva roky výcviku u italské policie. Dále musí mít nejméně středoškolské vzdělání, výšku od 178 cm a odpovídající fyzickou kondici. Ke všem žádostem o vstup do četnického sboru je třeba přiložit doporučující dopis od faráře.
Velitel četnictva se označuje jako generální inspektor a jeho přímým zástupcem je generální ředitel. Oba tito nejvyšší představitelé jsou jmenování papežem na 5 let a po dobu výkonu funkce žijí přímo ve Vatikánu a využívají vatikánské občanství. 

### Velitelé

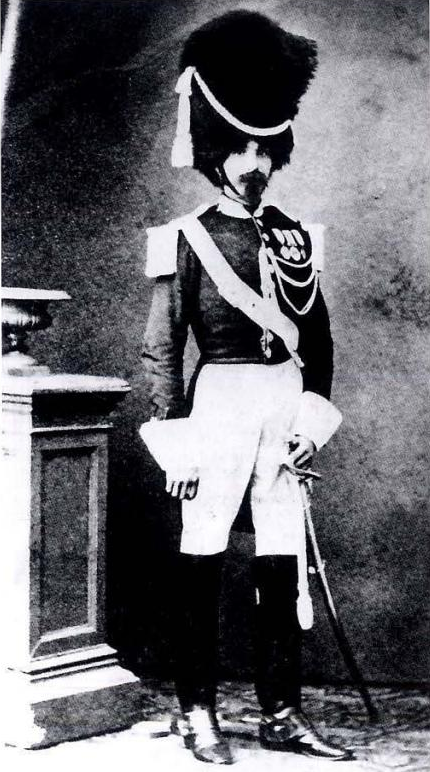
Historická slavnostní uniforma

- Arcangelo De Mandato (1922 – 1942)
- Adolfo Soleti (1942 – 1944)
- Mario Pericoli ( 1944 – 1958)
- Francesco Saverio Bernado (1959 – 1961)
- Spartaco Angelini (1961 – 1971)
- Camillo Cibin (1. srpna 1972 – 2. června 2006)
- Domenico Giani (3. června 2006 – 14. října 2019)
- Gianluca Gauzzi Broccoletti (15. října 2019 – dosud)

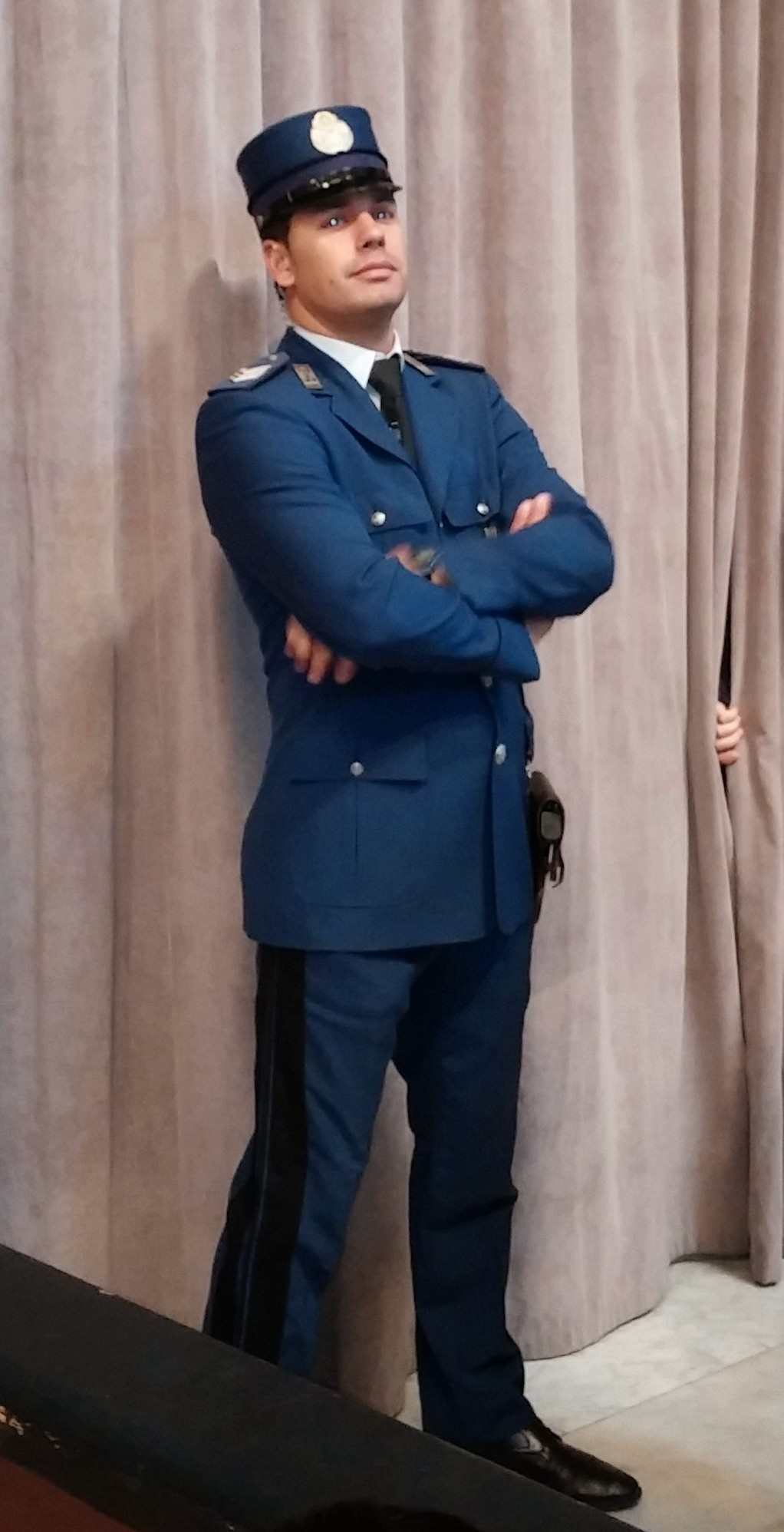
Moderní uniforma

## Uniforma
Do roku 1970 nosili četníci slavnostní uniformy původem z 19. století, zahrnující čepice s medvědí kožešinou a červeným chocholem, černé kabátce s nárameníky a bílými třásněmi, bílé kalhoty z jelenice a vysoké jezdecké boty. Součástí pracovní uniformy byly dvourohé klobouky a modré kalhoty.  
V současnosti oblékají četníci moderní, tmavě modré policejní uniformy s bílou košilí a černou kravatou. Modré kalhoty jsou na boku opatřeny černým pruhem. Hlavu kryje čepice képi s odznakem. 

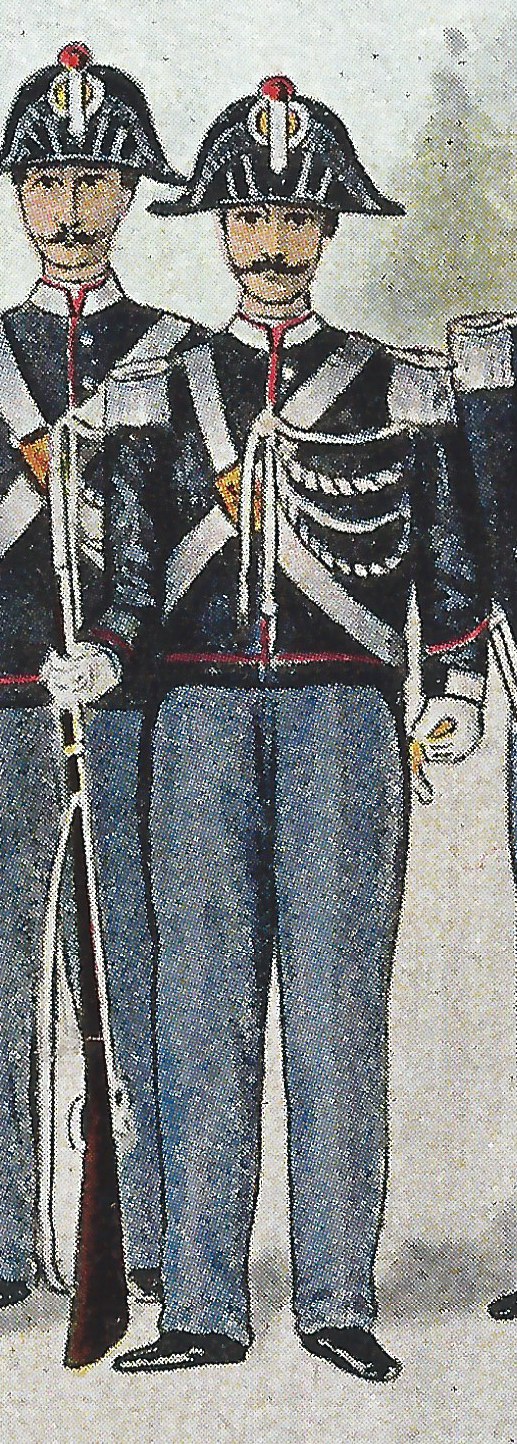
Historická pracovní uniforma

Historické uniformy se výjimečně používají při slavnostních příležitostech.

## Vybavení
Činnost četnictva od roku 2000 koordinuje nové, moderní operační středisko a dispečink, který je v provozu 24 hodin denně. Je vybavený nejmodernějšími poplašnými a kamerovými systémy, které obsluhují tisíce sledovacích kamer přímo ve Vatikánu i v exteritoriálních územích.

### Zbraně
Standardní zbraní je poloautomatická pistole Glock 17 s municí Parabellum ráže 9 × 19 mm. 
Dále jsou používány:
- Beretta M12
- samopal Heckler & Koch MP5

Proti případným nepokojům jsou četníci vybaveni obušky, tasery, pepřovými spreji a slzným plynem. Členové elitní jednotky rychlého nasazení (GIR) jsou vybaveni karabinou Carbon 15 a brokovnicemi Heckler & Koch FABARM FP6.
Při ceremoniálních příležitostech nosí četníci meče.

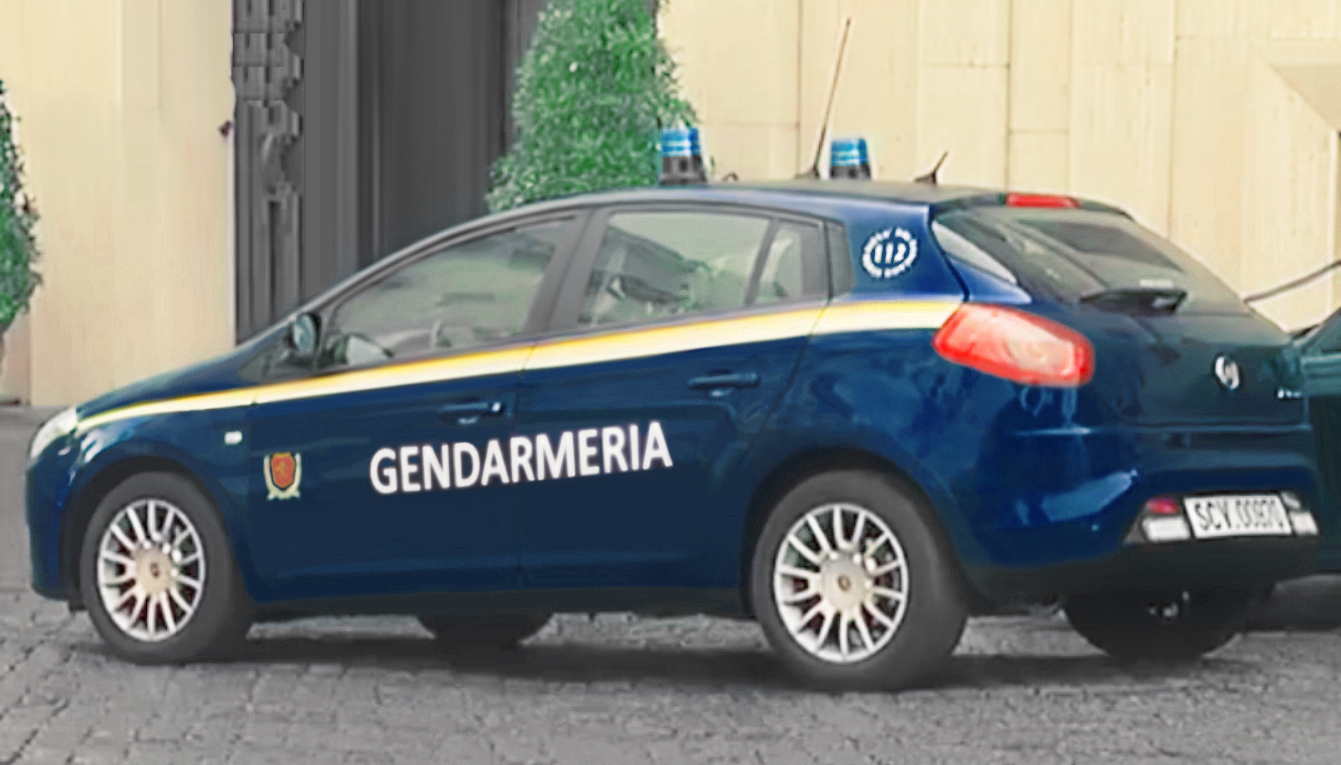
Fiat Bravo ve službách vatikánských četníků

### Vozidla

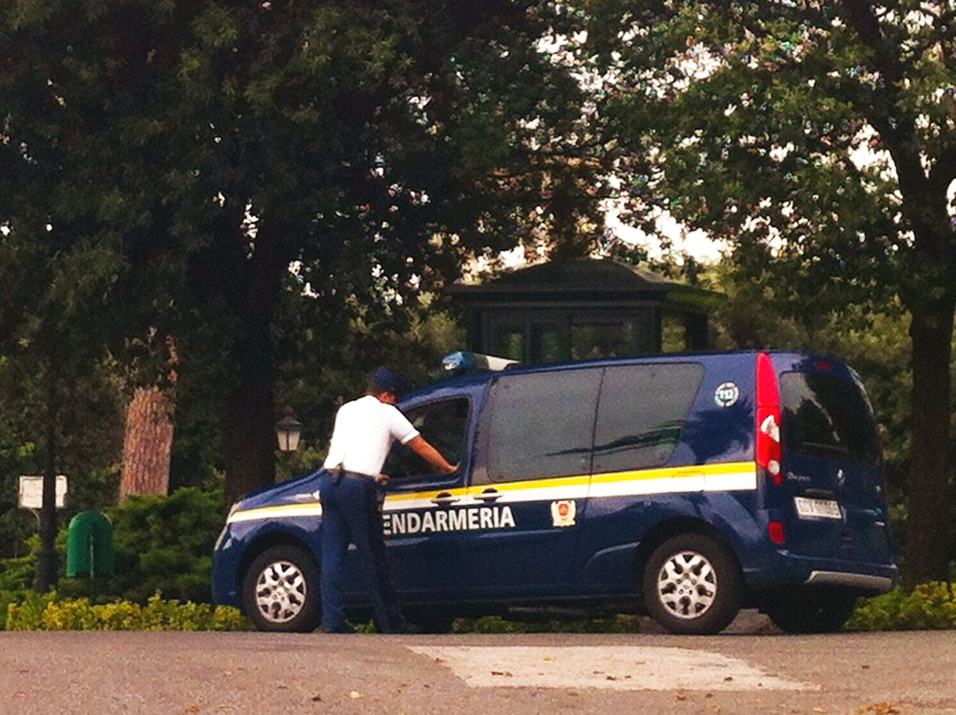
Renault Kangoo ve službách vatikánských četníků

Ne všechna vozidla, užívaná četnickým sborem, mají jednotnou vizáž. Některé z nich postrádají jakékoliv identifikační znaky. V roce 2010 představila firma Ducati dvě policejní motorky v barvách Vatikánu - bílé a žluté. V roce 2012 se pak na vozech Fiat Bravo a Renault Kangoo poprvé objevila tmavě modrá karoserie s bílo-zlatým páskem, zpočátku s nápisem „Gendarmeria Vaticana“, později zjednodušeným  na „Gendarmeria“. Všechna vozidla mají vatikánskou registrační značku s písmeny „SCV“.  

#### Seznam vozidel
- 2 motocykly Ducati Multistrada (registrační značky SCV064 a SCV065)
- 2 motocykly Harley-Davidson Road King[17] (SCV0176 a SCV0177)
- 2 elektromobily Volkswagen E-up!
- 1 vůz Fiat Bravo
- 1 vůz Smart ForTwo
- 1 elektromobil Renault Kangoo Maxi ZE
- 2 eskortní vozy Volkswagen Passat (neoznačené)
- 1 dodávka Fiat Ducato (řídicí/komunikační jednotka)
- 1 dodávka Iveco Daily pro antisabotážní jednotku
- 1 otevřený pick-up Mercedes-Benz třídy G pro jednotku rychlého nasazení (GIR)